# Dannys dommedag
Dannys dommedag er en dansk spillefilm fra 2014, der er instrueret af Martin Barnewitz efter manuskript af Søren Grinderslev Hansen.

## Handling
Teenagebrødrene Danny og William er uenige om alting, men da mystiske og ukendte rovdyr angriber byen og indtager deres hus, må de i al hast forskanse sig i kælderen for at undslippe rovdyrenes klør. Danny er overbevist om, at det er sikrest at blive i kælderen, mens William insisterer på, at de skal ud og lede efter deres mor. Men uden deres forældre, strøm, mad og vand er brødrene tvunget til at overvinde deres forskelligheder og hjælpe hinanden for at undslippe rovdyrene.